# Androniki Lada
Androniki Lada (in greco Ανδρονίκη Λαδά?; Limassol, 19 aprile 1991) è una discobola cipriota.

## Palmarès
| Anno | Manifestazione                    | Sede       | Evento           | Risultato | Prestazione | Note |
| ---- | --------------------------------- | ---------- | ---------------- | --------- | ----------- | ---- |
| 2009 | Europei juniores                  | Novi Sad   | Lancio del disco | 21ª (q)   | 43,92 m     |      |
| 2010 | Mondiali juniores                 | Moncton    | Lancio del disco | 27ª (q)   | 41,98 m     |      |
| 2011 | Europei under 23                  | Ostrava    | Lancio del disco | 15ª (q)   | 47,91 m     |      |
| 2013 | Europei under 23                  | Tampere    | Lancio del disco | 8ª        | 52,57 m     |      |
| 2013 | Giochi del Mediterraneo           | Mersin     | Lancio del disco | 6ª        | 52,02 m     |      |
| 2014 | Giochi del Commonwealth           | Glasgow    | Lancio del disco | 13ª (q)   | 49,78 m     |      |
| 2014 | Europei                           | Zurigo     | Lancio del disco | 17ª (q)   | 52,18 m     |      |
| 2015 | Universiadi                       | Gwangju    | Lancio del disco | 8ª        | 54,19 m     |      |
| 2016 | Camp. dei piccoli stati d'Europa  | Marsa      | Lancio del disco | Bronzo    | 53,12 m     |      |
| 2017 | Giochi dei piccoli stati d'Europa | Serravalle | Lancio del disco | Argento   | 50,01 m     |      |
| 2018 | Giochi del Commonwealth           | Gold Coast | Lancio del disco | 8ª        | 53,12 m     |      |
| 2018 | Giochi del Mediterraneo           | Tarragona  | Lancio del disco | 12ª       | 50,46 m     |      |
| 2018 | Camp. dei piccoli stati d'Europa  | Schaan     | Lancio del disco | Bronzo    | 51,29 m     |      |
| 2018 | Camp. dei piccoli stati d'Europa  | Schaan     | Getto del peso   | 6ª        | 10,73 m     |      |
| 2019 | Giochi dei piccoli stati d'Europa | Antivari   | Lancio del disco | Oro       | 54,60 m     |      |
| 2022 | Giochi del Mediterraneo           | Orano      | Lancio del disco | 5ª        | 55,84 m     |      |
| 2022 | Giochi del Commonwealth           | Birmingham | Lancio del disco | 9ª        | 53,04 m     |      |
| 2022 | Europei                           | Monaco     | Lancio del disco | 24ª (q)   | 52,80 m     |      |

## Altre competizioni internazionali
2014
- Oro agli Europei a squadre ( Tbilisi), lancio del disco - 54,18 m

2015
- Bronzo agli Europei a squadre ( Stara Zagora), lancio del disco - 51,36 m